# Markus Pauzenberger
Markus Pauzenberger (* 8. August 1965 in München) ist ein deutscher Politiker (SPD). Von 2006 bis 2011 war er Mitglied des Abgeordnetenhauses.

## Ausbildung, Beruf und Privates
Markus Pauzenberger ist mit drei Geschwistern in München aufgewachsen und zog im Jahr 1988 nach Berlin. Er ist verpartnert und lebt im Berliner Ortsteil Wedding.
In den Jahren 1983 bis 1986 absolvierte Pauzenberger eine Ausbildung als Industriekaufmann bei der Krauss-Maffei AG in München und war dort auch als solcher tätig. An der Fachoberschule München und Berlin machte er in den Jahren 1986 bis 1989 seine Fachhochschulreife, an der Fachhochschule für Wirtschaft Berlin studierte er von 1989 bis 1994 und schloss das Studium erfolgreich ab.
Von 1995 bis 1997 war er Landessekretär der Berliner Jusos. In den Jahren 1997 bis 2014 war er Leiter des Berlin-Büros der Europaabgeordneten und Vizepräsidentin des EU-Parlaments Dagmar Roth-Behrendt. Seit 2015 arbeitet er für Sven Kohlmeier, MdA.

## Politik
Im Jahr 1993 trat Markus Pauzenberger in die SPD ein. Von 1993 bis 2002 hatte er dort verschiedene Funktionen inne: Kreissprecher der Jusos, Abteilungsvorsitzender, Kreisdelegierter und Landesparteitagsdelegierter. Von 1999 bis 2006 war er Bezirksverordneter der Bezirksverordnetenversammlung Berlin-Mitte. Stellvertretender Kreisvorsitzender der SPD-Mitte war Pauzenberger von 2002 bis 2008. Bis 2018 war er Vorsitzender der SPD Panke-Kiez in Berlin-Wedding. In den Jahren 2014 bis 2020 war Landesvorsitzender der SPDqueer (ehemals Schwusos) Berlin und Mitglied des Landesvorstandes der SPD Berlin.
Bei der Abgeordnetenhauswahl 2006 errang er als Direktkandidat im Wahlkreis Mitte 1 32,1 % der Stimmen und setzte sich damit gegen die Zweitplatzierte Ramona Pop durch. Er war als Abgeordneter Mitglied im Sportausschuss und im Petitionsausschuss. Er war sportpolitischer Sprecher seiner Fraktion von 2006 bis 2011. Bei der Abgeordnetenhauswahl 2011 trat er erneut im Wahlkreis 1 als SPD-Direktkandidat an, konnte sein Mandat jedoch nicht verteidigen.